# Rexel
Rexel is een Frans bedrijf dat wereldwijd actief is in de groothandel van elektrische en elektrotechnische materialen. 

## Actviteiten
Het levert zijn producten aan de industrie, handelaars en zelfstandigen via zo'n 1900 vestigingen in 21 landen. Rexel telde in 2018 ongeveer 27.000 medewerkers. In 2022 was de omzet ruim 18 miljard euro, hiervan werd de helft gerealiseerd in Europa en ruim 40% in Noord-Amerika. Het aandeel Rexel maakt deel uit van de Euronext 100 beursindex.

## Geschiedenis
Het bedrijf werd in 1967 opgericht onder de naam CDME (Compagnie de distribution de matériel électrique) door de samenvoeging van vier bedrijven (Revimex, Facen, Sotel, Lienard-Soval). Het was aanvankelijk enkel in Frankrijk actief. Vanaf 1980 breidde CDME haar activiteiten uit naar andere landen.
In 1990 werd de onderneming gekocht door de groep PPR (Pinault-Printemps-Redoute, tegenwoordig Kering S.A.) en in 1993 omgedoopt tot Rexel.
In 2005 nam een consortium van private-equity-investeerders Rexel over.
Rexel nam in 2006 het Amerikaanse Gexpro over (een dochteronderneming van General Electric) en in 2008 de belangrijkste Europese filialen van de Nederlandse groep Hagemeyer. Daardoor kon Rexel in vier jaar tijd meer dan verdubbelen in omvang. In 2007 bracht het investeerdersconsortium Rexel naar de beurs tegen een introductieprijs van 16,50 euro.
In mei 2023 werd bekend dat Rexel de Nederlandse technische groothandel Wasco gaat overnemen. Wasco richt zich op verwarming, sanitair, onderdelen, ventilatie en airconditioning. Wasco behaalde een omzet van zo'n € 0,5 miljard. De overname moet nog wel goedgekeurd worden door de Europese mededingingsautoriteiten, en zal in het tweede halfjaar van 2023 afgerond worden. Na de overname blijven Rexel en Wasco in Nederland onder eigen naam opereren.